# 日貝爾特鄉

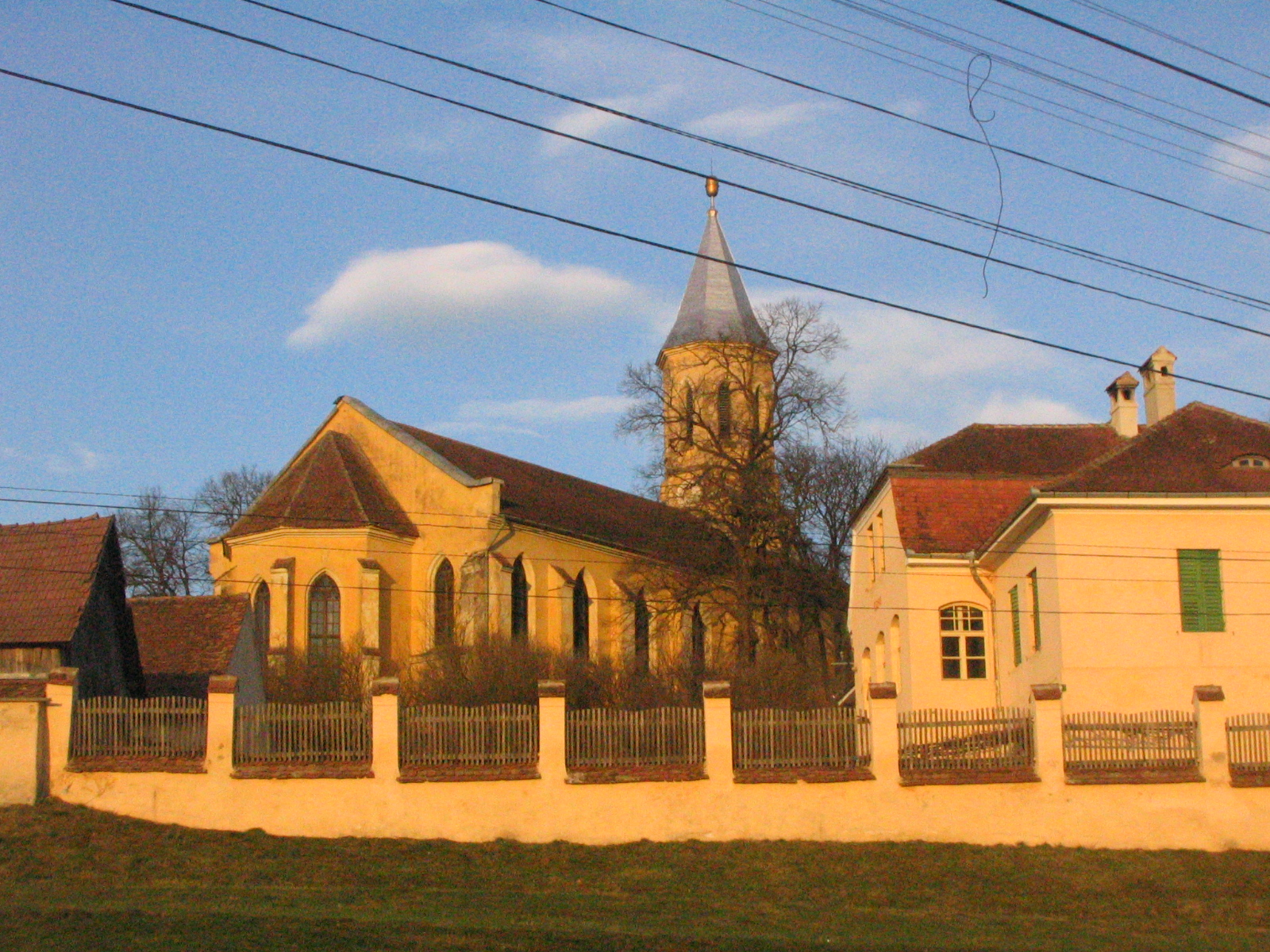

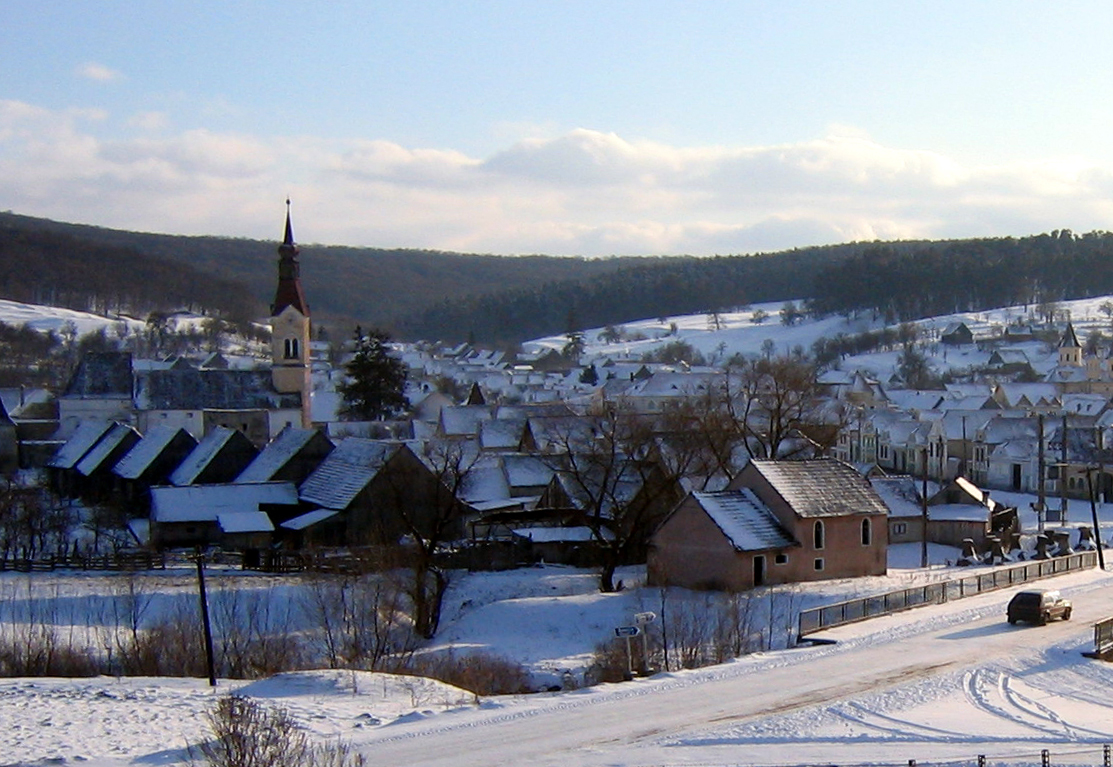

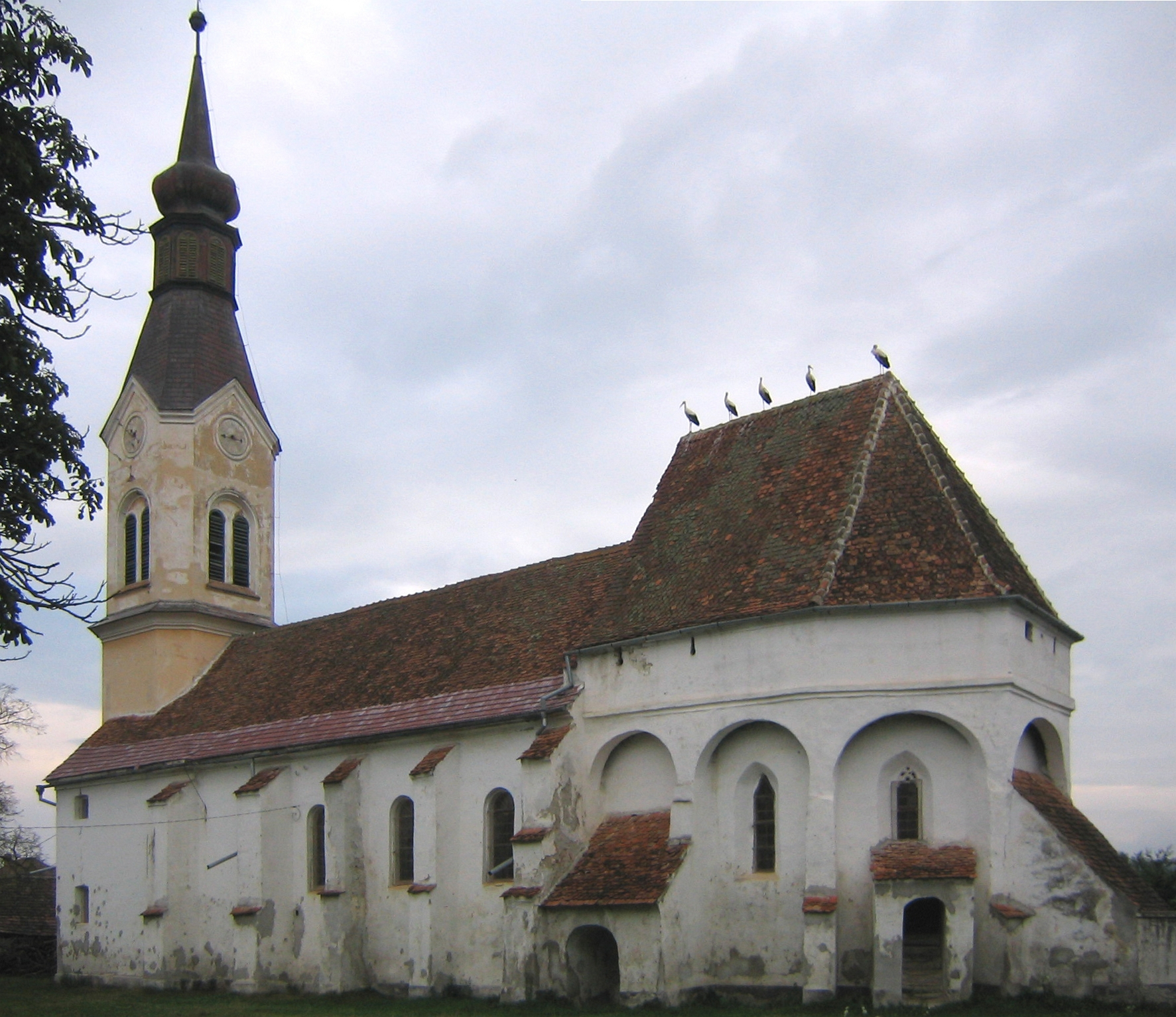

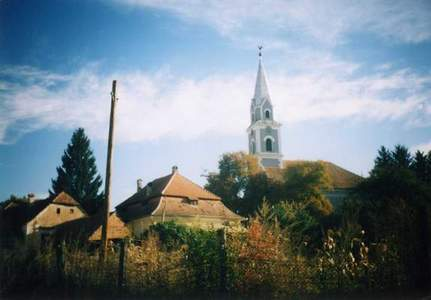

46°00′N 25°04′E / 46.000°N 25.067°E
日貝爾特鄉（羅馬尼亞語：Comuna Jibert, Brașov），是羅馬尼亞的鄉份，位於該國中部，由布拉索夫縣負責管轄，面積166平方公里，海拔高度484米，2007年人口2,455，人口密度每平方公里15人。